# Fyrpass

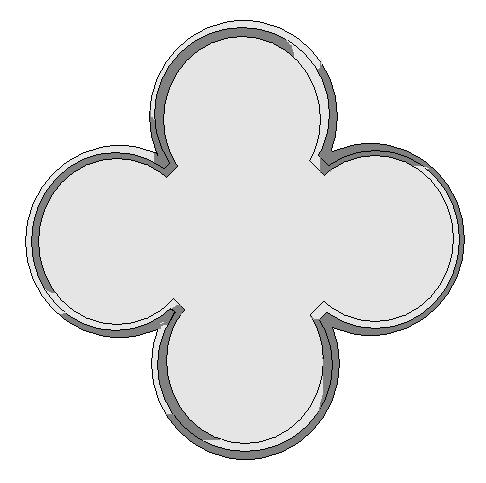

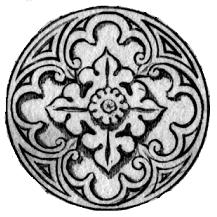

Fyrpass är en fyrklöverformad arkitekturdetalj som varit populär under olika perioder. I västerländsk arkitektur märks den främst inom gotiken och nygotisk, men även under renässansen, och formen är också vanlig inom arabisk och indisk arkitektur. Även trepass och fempass förekommer. Grundformen fyrpass kan  varieras i otaliga former och varianter, som i exemplet här intill där varje halvcirkel i fyrpasset innefattas med ett trepass.

## Bilder

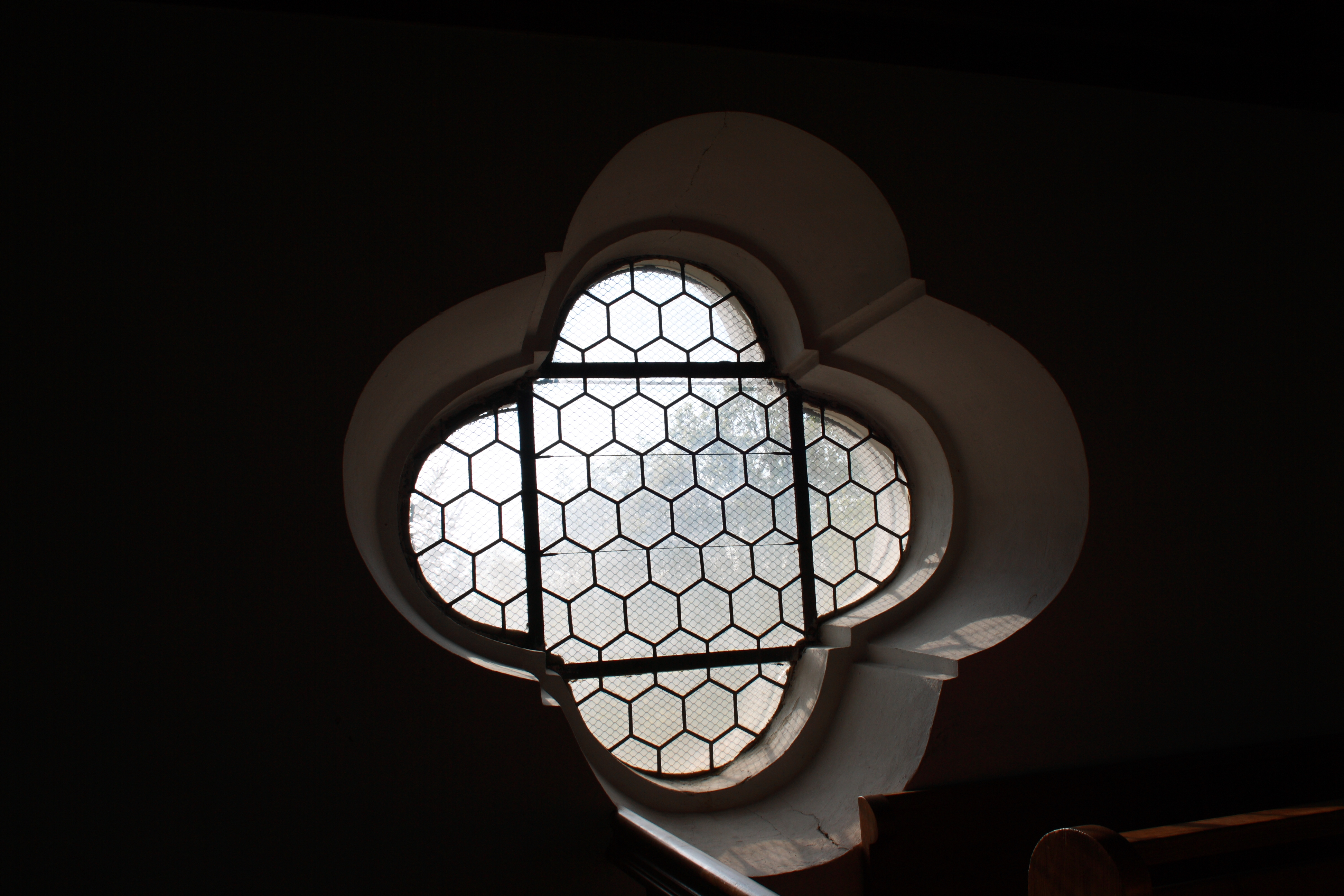
Exempel på fyrpassfönster.